# Lucien Herr
Lucien Herr (* 17. Januar 1864 in Altkirch, Département Haut-Rhin; † 18. Mai 1926 in Paris) war Bibliothekar der École normale supérieure in Paris und ein bekannter sozialistischer Intellektueller zur Zeit der Dritten Republik in Frankreich.

## Leben
Herr schloss sein Studium an der École normale supérieure 1886 mit einer Agrégation in Philosophie ab. Anschließend bewarb er sich an der Hochschule erfolgreich um die Stelle als Bibliothekar. Diese Position behielt er von 1888 bis zum Ende seines Lebens.
Im Gefolge der sogenannten Boulangerkrise schloss Herr sich reformistischen sozialistischen Gruppierungen an, zunächst 1889 der Fédération des travailleurs socialistes (FTSF), später dann dem Parti ouvrier socialiste révolutionnaire (POSR). Diese hatten ihn angesichts eines drohenden Umsturzes durch ihr Eintreten für die Republik verbunden mit der Androhung eines Generalstreiks beeindruckt. Zu dieser Zeit soll Herr auch den zunächst gemäßigt republikanischen Jean Jaurès zum Sozialismus bekehrt haben.
Anlässlich der Dreyfus-Affäre setzte sich Herr in der Revue blanche vom 15. Februar 1898 mit dem „Anti-Dreyfusard“ Maurice Barrès auseinander: da sich seine Familie nach dem Anschluss von Elsaß-Lothringen an das Deutsche Reich für die Abwanderung nach Frankreich entschieden hatte, beanspruchte er auch für sich selbst, ein «Entwurzelter» zu sein. Herr sorgte auch für ein Zusammentreffen der intellektuellen „Dreyfusards“ Émile Zola, Georges Clemenceau, Jean Jaurès, Bernard Lazare, Auguste Scheurer-Kestner und Charles Péguy. Er organisierte eine Petition zugunsten des Hauptmanns Dreyfus, die am 15. Januar 1898 in Le Temps veröffentlicht wurde  und gehörte 1898 zu den Gründern der Liga zur Verteidigung der Menschen- und Bürgerrechte, der er bis zu seinem Tode angehörte.
1904 war Lucien Herr einer der Mitbegründer und der Namensgeber der Tageszeitung l’Humanité. Seine engagierte Mitarbeit in der Groupe de l’unité socialiste (=Gruppe der sozialistischen Einheit) half die Voraussetzungen zu schaffen für die Gründung der Section française de l’Internationale ouvrière (SFIO) im April 1905 anlässlich des Congrès du Globe in Paris. Auf dem Kongress von Tours 1920 schließlich, der mit der Spaltung der SFIO und der Gründung der Parti communiste français (PCF) endete, war Herr dann einer der Redenschreiber für die Abschlusserklärung von Léon Blum, aus der große Niedergeschlagenheit spricht angesichts der Spaltung einer Bewegung, zu deren Einigung Herr selbst soviel beigetragen hatte.
Der überzeugte Pazifist war tief erschüttert angesichts des Kriegsausbruchs 1914. Nach dem Ersten Weltkrieg war Herr an der Wiederanknüpfung des intellektuellen Austausches mit Deutschland beteiligt und ab 1920 war er beauftragt, in Berlin über die Wiederaufnahme der Belieferung der französischen Bibliotheken zu verhandeln.

## Wirkung
Als einem guten Kenner der politischen Philosophie im Allgemeinen und der deutschen Kultur im Besonderen waren Lucien Herr die Werke von Fichte, Karl Marx und Friedrich Engels bekannt, aber auch die Schriften von Proudhon und den französischen Frühsozialisten. Er arbeitete lange an einem Buch über Hegel, das er allerdings nie vollendete. Er stand im Ruf, nicht nur alles gelesen und auch behalten zu haben, sondern auch zu jeder Fragestellung in jeder Sprache die neueste Literatur zu kennen. Sein Wissen und seine herausragende Position an einer der bedeutendsten Schulen Frankreichs nutzte er, um seine Vorstellungen von Sozialismus und Menschenrechten zu vertreten, besonders bei den zahlreichen Studenten, die er bei ihren Bibliotheksrecherchen anleitete. Durch seine Vermittlung entdeckten mehrere Generationen führender französischer Sozialisten die klassischen Autoren des Sozialismus. Da manche seiner Schüler später bedeutende Hochschulkarrieren machten oder eine wichtige Rolle im politischen Leben spielten, galt er als eine Art Graue Eminenz der Dritten Republik.

## Würdigungen
- Charles Péguy: Il fut un des maîtres de notre jeunesse, certainement le plus pur et le plus ardent.[4]
- Paul Nizan: En 1924, il y avait encore un homme: c’était Lucien Herr. Quand on voyait ce géant penché sur une colline de livres, ces yeux sans brouillard au pied d’un front bossué, d’une sévère falaise de pensées, lorsqu'on entendait sa voix qui ne mentait jamais énoncer des jugements qui ne voulaient que cette fin juste: rendre à chacun ce qui lui revient, on savait qu’il n’était pas périlleux de vivre dans cette demeure crasseuse.[5]
- Léon Blum: Ce fut Herr qui cristallisa toutes les tendances diffuses qui étaient en moi et c’est à lui que je dois d’avoir opéré une «réorientation profonde» de ma conception individualiste et anarchique du Socialisme.[6]

1927 wurde im 5. Arrondissement von Paris in der Nähe der École normale supérieure der Place Lucien-Herr nach ihm benannt. Das Collège in Herrs Geburtsort Altkirch trägt seinen Namen.

## Veröffentlichungen
- Choix d’écrits. Rieder, Paris 1932.

Übersetzungen:
- Goethe-Schiller. Correspondance 1794-1805. Traduite d’après l’édition définitive allemande et précédée d’une introduction par Lucien Herr. Plon, Paris 1923.